# Delitto in prima pagina
Delitto in prima pagina è un noir statunitense del 1950, diretto da Cy Endfield e interpretato da Dan Duryea, Mary Anderson, Gale Storm e Herbert Marshall.

## Trama
Il giornalista Mike Reese perde il suo lavoro in un grande quotidiano e rimane disoccupato. Dopo aver guadagnato in maniera disonesta una discreta somma al soldo di un gangster, si interesserà alla testata della piccola cittadina di Lakewood, il Lakewood Gazette, curato dalla giornalista, Christine Harris. 
Dopo diversi conflitti sulla politica editoriale del quotidiano, i due giornalisti si trovano coinvolti nell'omicidio della nuora di un magnate della stampa di cui è accusata una povera donna di colore.
Inizialmente intento a creare sulla vicenda un grande clamore per attirare su di sé l'attenzione dell'ambiente giornalistico, Mike Reese finirà poi per cercare la verità in quella che si rivela essere una torbida vicenda e scagionerà la povera donna incriminata.